# Martin Alfred Christ

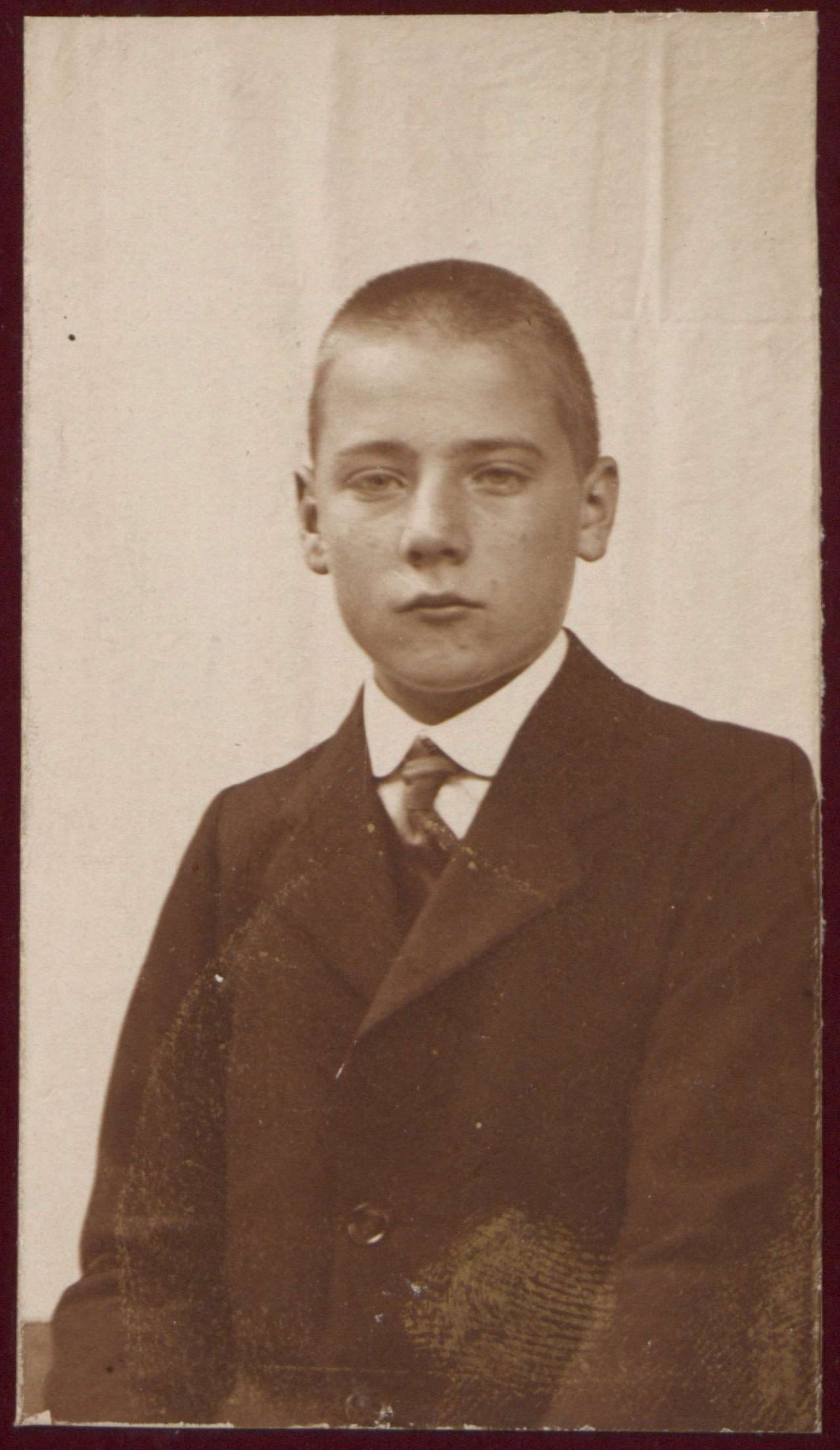
Martin Alfred Christ als Kind (zwischen 1905 und 1915)

Martin Alfred Christ (* 4. September 1900 in Langenbruck; † 12. April 1979 in Mallorca) war ein Schweizer Maler, Zeichner, Grafiker und Kunstpädagoge.

## Leben und Werk
Martin Alfred Christ war ein Sohn des Arztes Alfred Christ und Elisabeth (1866–1949), geborene Paravicini. Nachdem er in Basel am Gymnasium mit der Matura abgeschlossen hatte, besuchte er in Genf die Privatschule des Malers Henri van Muyden (1860–1936). Dieser war der Sohn des Malers Jacques Alfred van Muyden. Anschliessend hielt sich Christ für selbstständige Studien in Avignon und Paris auf. 1924 kehrte er nach Basel zurück und besuchte die Allgemeine Gewerbeschule Basel. Seine dortigen Lehrer waren Albrecht Meyer und Arnold Fiechter.
Von 1926 bis 1930 hielt sich Christ in Berlin auf und pflegte Kontakt zu Alexander Zschokke und den «Brücke»-Malern, besonders zu Erich Heckel. Es folgten Reisen an die Ostsee, nach Holland und Schweden. 1928 hielt er sich zusammen mit Hans Rudolf Schiess (1904–1978) und dem Maler und Grafiker Rudolf Hübscher (1898–1934) in Rom und auf Sizilien auf.

Christ heiratete 1930 Andrea, geborene His. Zusammen lebten sie bis 1934 in Coldrerio. In dieser Zeit pflegte er den Kontakt zur Basler Künstlervereinigung Rot-Blau II. Wieder in Basel bezog er ein Atelier am Rheinufer. Während des Zweiten Weltkriegs leistete er Aktivdienst. 1942 schuf er im Auftrag des Kunstkredits Basel-Stadt am Schulhaus-Bruderholz das Wandbild Eltern und Kinder.

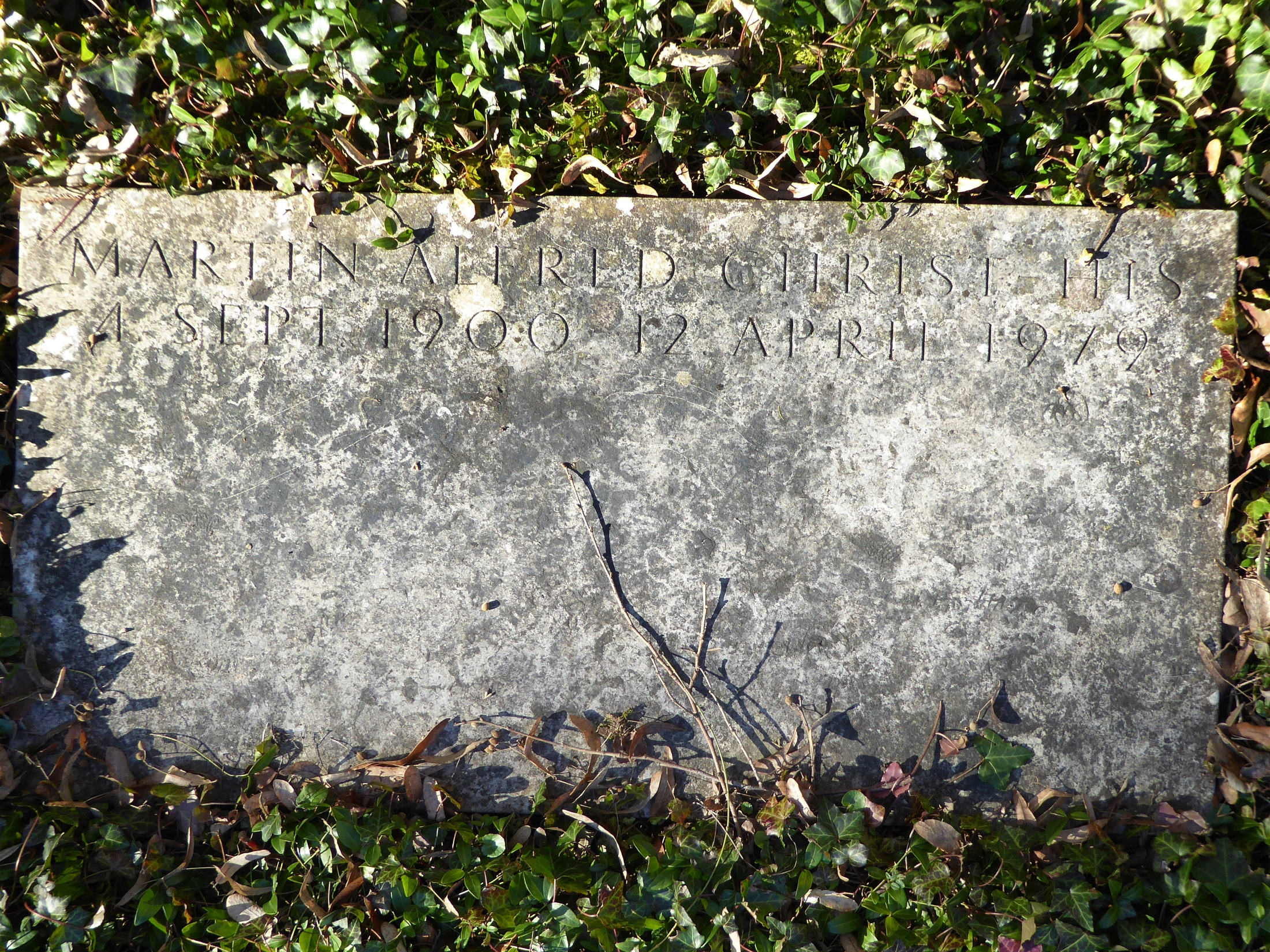
Grab auf dem Wolfgottesacker in Basel.

Ab 1947 unternahm er vor allem Reisen nach Arles, später nach Mallorca, wo er ab 1959 halbjährlich auch lebte. Von 1953 bis 1965 leitete Christ die Malklasse an der Allgemeinen Gewerbeschule Basel. Einer seiner Schüler war Samuel Buri.
Zusammen mit Hans Stocker schuf er 1965 die Sternzeichen-Glasfenster für das Haus zum Stern am Rümelinsplatz in Basel.
Christ war Mitglied in der Basler Sektion der Gesellschaft Schweizerischer Maler und Bildhauer (GSMBA). Er stellte seine Werke, die mehrheitlich Landschaften, Figürliches und Porträts umfassen, in zahlreichen Gruppenausstellungen folgender Kunsthäuser aus: Kunsthaus Zürich, Kunsthalle Bern, Kunsthalle Basel, Kunstmuseum Bern, Kunstmuseum Luzern, Kunstmuseum Solothurn, Bündner Kunstmuseum und Kunsthaus Glarus.

Martin Alfred Christ fand seine letzte Ruhestätte auf dem Wolfgottesacker in Basel.

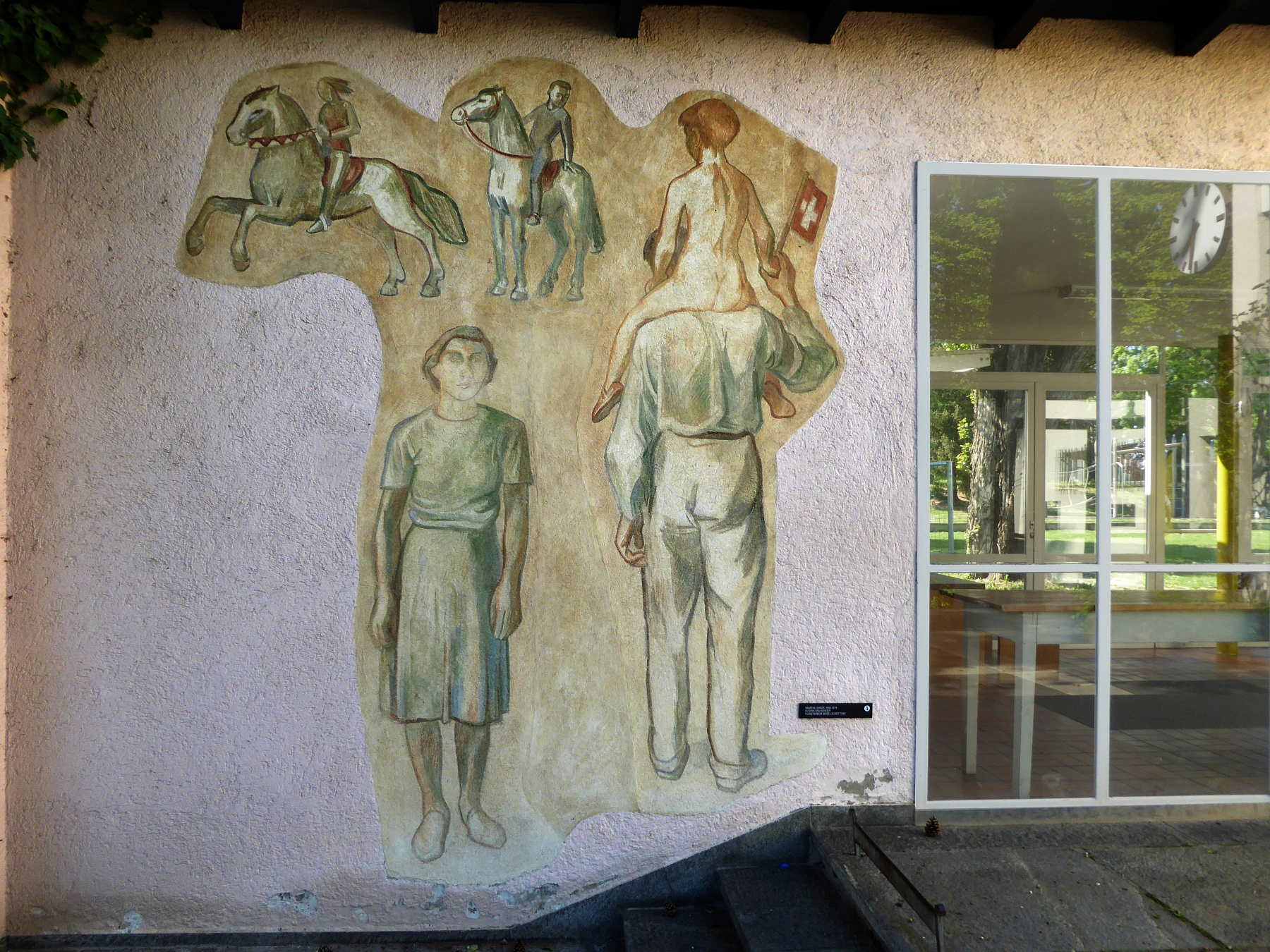
1942. Eltern und Kinder. Schulhaus Bruderholz, Basel.
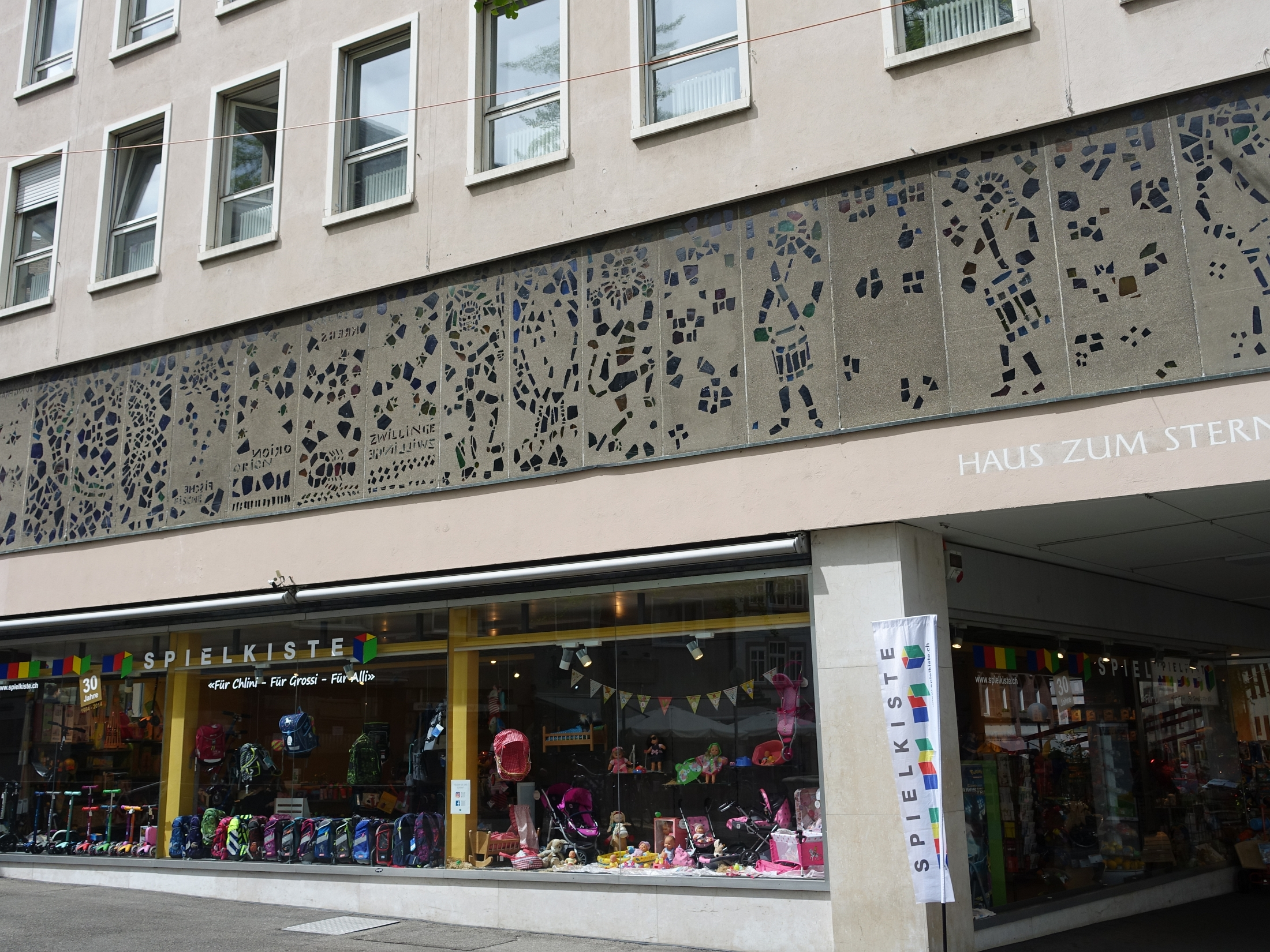
1965. Sternzeichen-Glasfenster. Rümelinsplatz, Basel